# Author! Author!
Author! Author! is een Amerikaanse film van Arthur Hiller die werd uitgebracht in 1982. 

## Verhaal
Toneelschrijver Ivan Travalian heeft het niet onder de markt. De repetities voor zijn laatste stuk zijn al begonnen maar hij worstelt met een schrijversblok: hij weet niet hoe zijn stuk moet eindigen. Bovendien is zijn vrouw Gloria een uithuizig type die op hem rekent om voor de vijf kinderen te zorgen.
Tot overmaat van ramp loopt zijn huwelijk op de klippen wanneer Gloria hem verlaat voor een andere man. Ze laat hem zitten met de kinderen, van wie alleen zoon Igor van hem is. De vier anderen heeft Gloria overgehouden aan vorige huwelijken. De hoofdactrice van het stuk wil best bij Ivan intrekken, maar kan niet goed met kinderen omgaan. Ivan krijgt nog meer aan zijn hoofd als de producent hem vraagt zijn tekst te herwerken.

## Rolverdeling
| Acteur         | Personage                      |
| -------------- | ------------------------------ |
| Al Pacino      | Ivan Travalian                 |
| Dyan Cannon    | Alice Detroit, de hoofdactrice |
| Tuesday Weld   | Gloria, de vrouw van Ivan      |
| Alan King      | Kreplich                       |
| Bob Dishy      | Morris                         |
| Richard Belzer | Seth Shapiro                   |
| Bob Elliott    | Patrick Dicker                 |
| Ray Goulding   | Jackie Dicker                  |